# Thomas Richter (Bildhauer)
Thomas Richter (* nach 26. Juli 1942 in Chemnitz; † 26. Juli 2022 in Berlin) war ein deutscher Architekt, Maler und Bildhauer.

## Leben und Wirken
Richter wuchs in Hohenstein-Ernstthal und Rostock auf. Seit 1956 war er Schüler des Grafikers Armin Münch in Rostock. Nach dem Abitur 1960 in Lichtenstein/Sa. verließ er die DDR und studierte bis 1964 Architektur und Baugeschichte an der TU Berlin, bei Vincenz Pieper Malerei und bei Erich Fritz Reuter Bildhauerei. Danach arbeitete er als Architekt in Nürnberg und Erlangen bei gleichzeitigem Studium der Kunstgeschichte, Archäologie und Philosophie in Erlangen.
Seit 1972 war er als freischaffender Künstler tätig.
Am 26. Juli 2022 starb er mit 79 Jahren in Berlin an den Folgen einer schweren Hirnblutung.

## Einzelausstellungen
- 1990: Bamberg, Schrottenbergpalais, dabei Performance emotion-paintings :"Licht im Stein"; Erlangen, KVE-Kunstkabinett; Jena, Galerie Kukuk, dabei Performance emotion-paintings in Zusammenarbeit mit dem Ensemble für intuitive Musik, Weimar; Regensburg, Galerie "Sennebogen"; Erlangen, Galerie "Aurum".
- 1991: Jahresgaben für die Kunstvereine Erlangen und Bamberg; Erlangen, Galerie der Siemens-AG; Berlin, Kulturkooperative Berlin-Steglitz.
- 1992: Fürth, Galerie Hamilton
- 1993: Bad Ischl, Galerie im RYTMOGRAM
- 1994: Bamberg, Kleine Galerie
- 1995: Lichtenfels, Stadtschloss.
- 2001: Berlin, Dachgalerie Kaiserdamm 36: "Orts-Suche"
- 2001: Kunstmuseum Erlangen: "Schnittwelten", Arbeiten aus 30 Jahren.[2]
- 2002: Bamberg, Galerie am ETA-Hoffmann-Theater.
- 2006: Pommersfelden, "Kellerhaus".
- 2008: Stadtakademie Erlangen: Skulpturengarten

Ausstellungsbeteiligungen
- 1990: Nürnberg: ART 5; Berlin-Steglitz, Kunst-Cooperative: Internationales Symposion und Performances zum Grenzverständnis: TheWallInside.
- 1995: Stadtmuseum Erlangen: Internat. Ausstellung zum Thema: "Über Grenzen-Miteinander". Diese wurde anschließend in Padua, Stoke on Trent und London gezeigt.
- 2000: Heidenheim, Beim Künstlersymposium ARCHE-2000 im Alten Benediktinerkloster: "Vom Schweren zum Leichten", skulpturale Installation und Klang-Text-Performance bei Mitwirkung von Wu-Wei (Mundorgel) und Reinhard Knodt (Texte).
- 2007: Tarnowskie Góry (Pl) Kulturtage zur Landkreispartnerschaft Erlangen/Höchstadt und Tarnowskie Gory: Ausstellungen, Performance; Tarnowskie Gory (Pl), Internat. Symposium "Srebrem Pisane" (mit Silber geschrieben), ausgerichtet von den "Freunden des Tarnowitzer Landes" zum "Dni Gwarkow".

## Projekte
- 1995: Erlangen-Büchenbach, Regelkindergarten: Bildhauerische Gestaltungen der Umfassungsmauern und Tore (Wettbewerb).
- 1996: Burgwindheim: HolzFachZentrum Vogel: Ausgestaltungen der Ausstellungs- und Seminarräume, skulpturale Gestaltungen im Freigelände.
- 2001: Erlangen: Fifty-Fifty-Kabarett-Theater: Wandinstallation außen.
- 2002: Erlangen-Frauenaurach: Kindertagesstätte: Figurenensemble im Freigelände; Erlangen: "Künstler gestalten ihre Stadt", Fahne zum Erlanger Stadtjubiläum.
- 2003: Erlangen: Amt für Kultur und Freizeit, Raumgestaltungen im Museumswinkel.
- 2004: Erlangen: Am Fifty-Fifty -Kabarett-Theater: Figurenensemble zur Commedia dell’arte.

## Auszeichnungen
- 1976 Kulturförderpreis der Stadt Erlangen

## Veröffentlichungen
- "Ein briefliches Nachdenken über das Schöne" in KRIWIT: mappa mundi, Jahresschrift ISSN 0948-5198
- "TWI"-Katalog, 1990, Kunstamt Berlin-Steglitz.
- "Mein Dublin ist hier", 1990, Textporträts von Preisträgern der Erlanger Kulturszene.
- "Über Grenzen-Miteinander", 1995, Katalog zur Ausstellung, ISBN 3-930035-02-2.
- "Schnittwelten", 2001, Katalog zur Ausstellung im Kunstmuseum Erlangen.
- "(Un)Gleichzeitiges", 2007 Katalog, Atelierausgabe
- "Erlangen, Kunst im Stadtbild", Herausgeber: Bernd Nürnberger, ISBN 978-3-940594-07-5